# Clivotruncana
Clivotruncana es un género de foraminífero planctónico considerado un sinónimo posterior de Obliquacarinata de la subfamilia Globotruncaninae, de la familia Globotruncanidae, de la superfamilia Globotruncanoidea, del suborden Globigerinina y del orden Globigerinida. Su especie tipo es Clivotruncana clivosa. Su rango cronoestratigráfico abarcaba desde el Cenomaniense superior hasta el Coniaciense (Cretácico superior).

## Descripción
Su descripción podría coincidir con la del género Dicarinella, ya que Clivotruncana ha sido considerado un sinónimo subjetivo posterior. La principal diferencia de Clivotruncana con respecto a Dicarinella es su forma discoidal-globular en vez de biconvexa y las carenas separadas por una banda imperforada más ancha.

## Discusión
Clasificaciones posteriores incluirían Clivotruncana en la superfamilia Globigerinoidea.

## Paleoecología
Clivotruncana, como Dicarinella, incluía especies con un modo de vida planctónico, de distribución latitudinal cosmopolita, preferentemente subtropical a templada, y habitantes pelágicos de aguas intermedias (medio mesopelágico superior).

## Clasificación
Clivotruncana incluía a las siguientes especies:
- Clivotruncana clivosa †
- Clivotruncana tiara †